# 黎明 (1925年)
黎明（1925年2月—2017年8月22日），曾用名唐信，男，直隶（今河北）滦县人，中华人民共和国政治人物，曾任中共辽宁省纪委副书记，辽宁省政协副主席。